# Gouro (peuple)
Pour les articles homonymes, voir Gouro.
Les Gouro sont une population d'Afrique de l'Ouest de langue mandé-sud établie principalement au centre-ouest de la Côte d'Ivoire, autour de Bouaflé, Zuénoula, Sinfra, Oumé, Vavoua et même Daloa, sur les rives du Bandama, au centre-ouest de la Côte d’Ivoire.

## Ethnonymie
Selon les sources et le contexte, on observe plusieurs variantes : Dipa, Gouros (Guro, Guros, Gwio, etc.), Kouéni, (Kouen, Kweni, Kwenis, Kweny, etc.), Lo, Lorube.

## Langue
Leur langue est le gouro, une langue mandée, dont le nombre de locuteurs était estimé à 332 000 en 1993.

## Société
Les Gouro sont un peuple segmentaire et sans Etat(à verifier), à filiation patrilinéaire et à résidence patrivirilocale.

## Culture

### Masques
Les Gouro sont notamment connus pour leurs masques, actuellement très colorés. Ils entretiennent depuis longtemps de très importants rituels dans lesquels les masques interviennent.

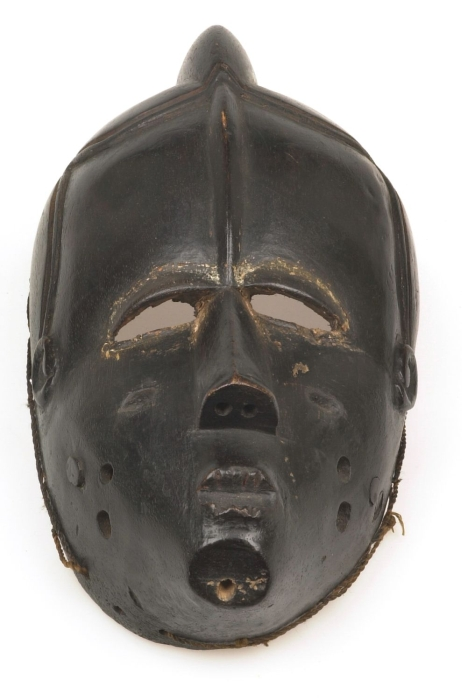
Masque facial gu
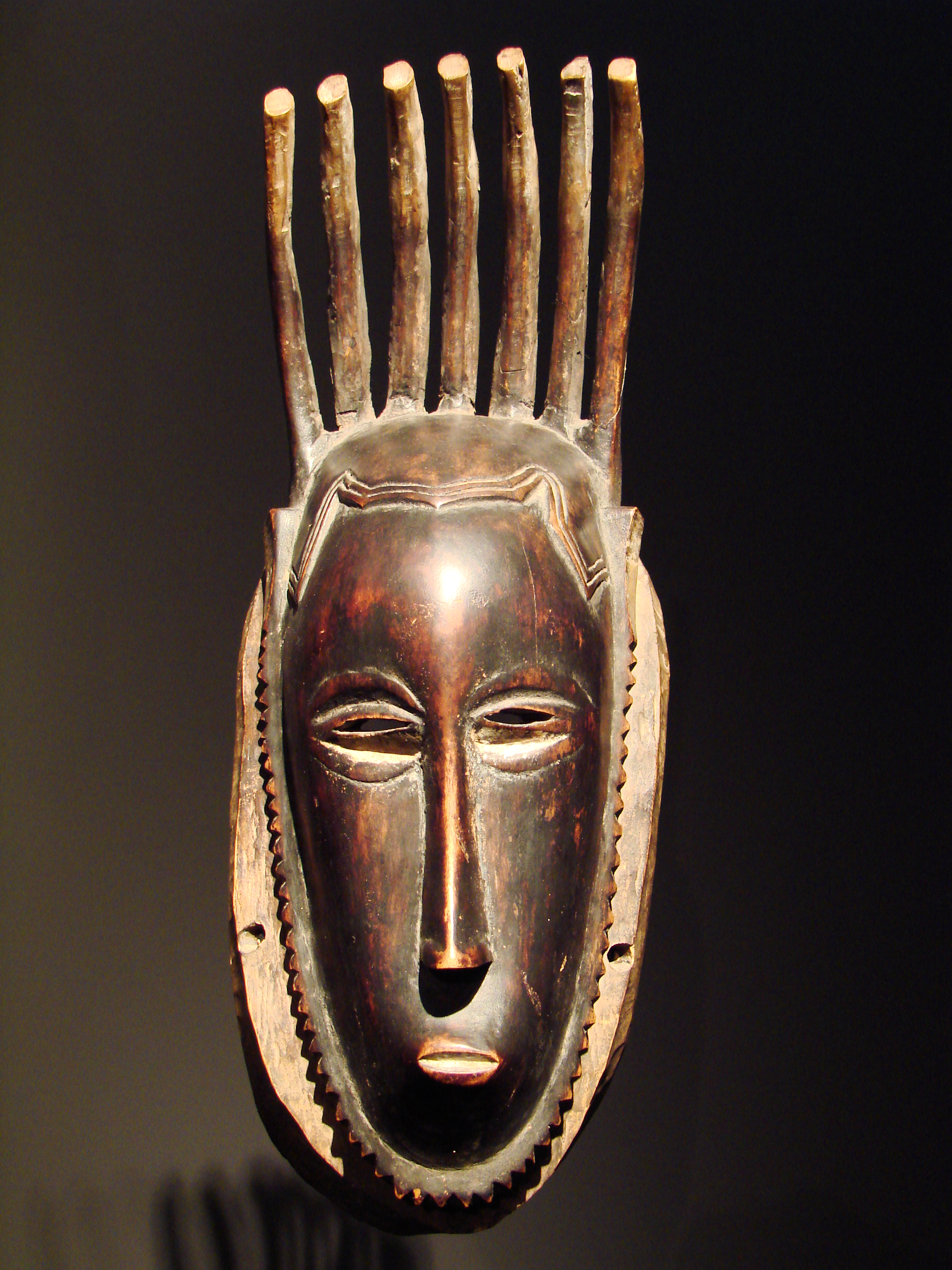
Masque à sept cornes
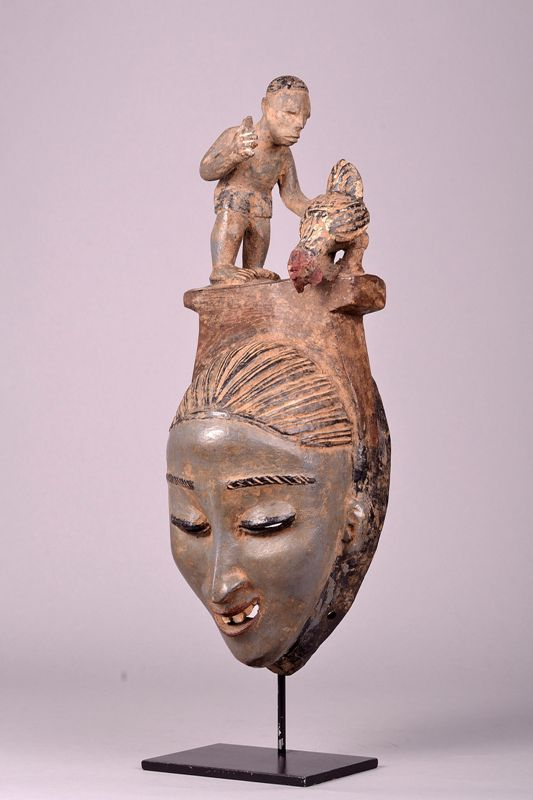
Masque facial flali
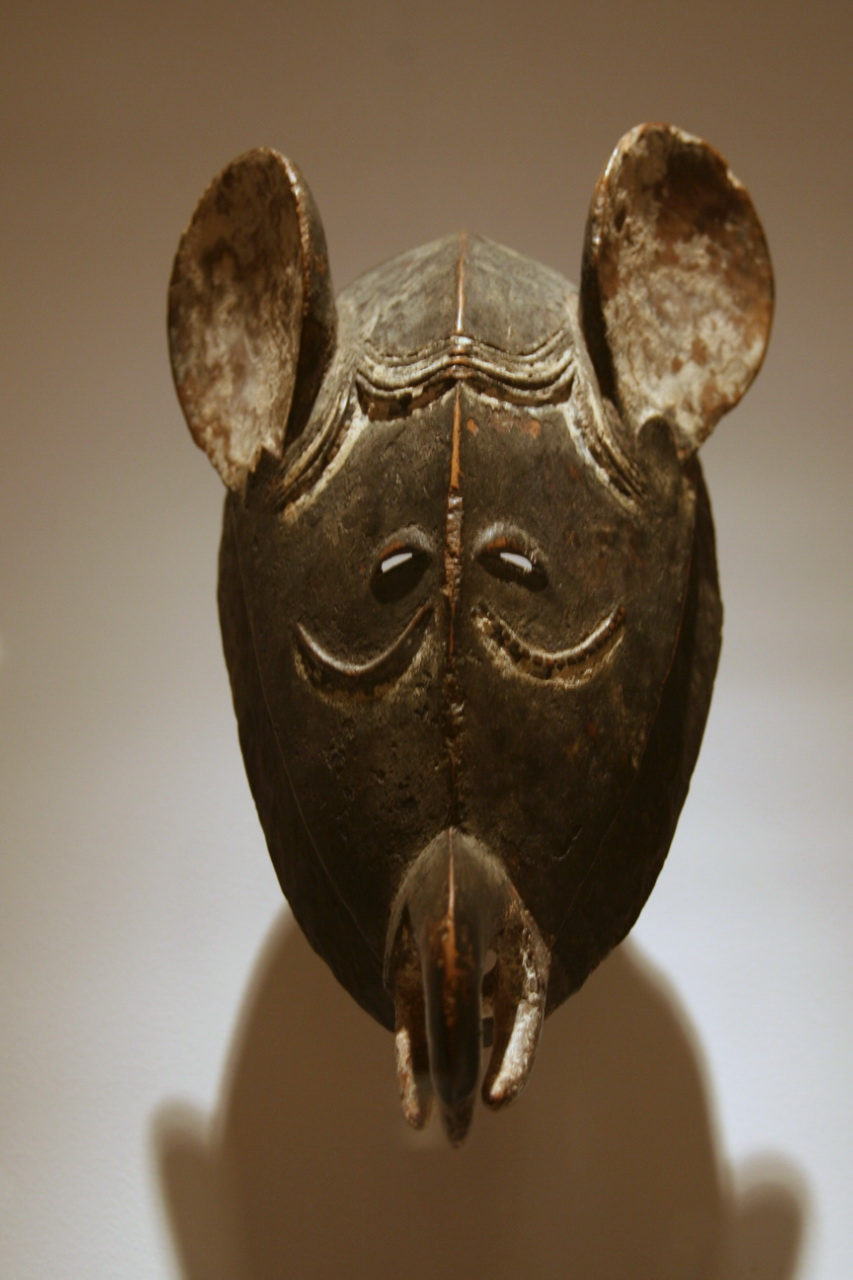
Masque facial « éléphant »

### Danses
Les danses gouro se subdivisent en deux catégories : les danses sacrées d’une part (Djè, Djin, Loh, Vroh), les danses profanes ou danses de réjouissance d’autre part. Toutes ces danses peuvent être masquées ou non. Parmi les danses masquées de réjouissance, on distingue le Djéla, le Flaly, le Bei Péénin (Bgopinfla), le Pawè (Tibéita) et surtout le célèbre Zaouli.
Le zaouli désigne à la fois un masque, un costume et une danse traditionnelle du peuple gouro.
Le flaly est un masque à visage féminin de la ville de Gohitafla. Il ressemble au masque zaouli, mais avec des plumes de toucan.

### Habits
Le pagne traditionnel gouro est appelé le kamandjè.

## Économie
Alors que les marchands abidjanais appartiennent en général à deux grandes diasporas, les Haussa et les Dioula, ils doivent compter depuis quelques décennies sur les commerçantes Gouros, particulièrement actives dans le commerce de légumes et qui forment aujourd’hui un des principaux groupes marchands de primeurs à Abidjan.